# トロント動物園
トロント動物園（英: Toronto Zoo）は、カナダ・オンタリオ州のトロントにあるカナダで最大の動物園。

## 概要
1974年8月15日に開園。当時はメトロポリタン・トロント動物園（メトロ・トロント動物園とも）の名称であった。動物園はルージュ川に面しており、トロントの東部にある。トロント動物園はカナダ動物園水族館協会及び、世界動物園水族館協会に加盟している。
12月25日を除きほぼ毎日営業している。500種類、5000頭が生息している。